# XXXLutz (üzletlánc)
Az XXXLutz osztrák tulajdonú lakberendezési áruházlánc. Magyarországon az XXXLutz Lakberendezési Kft. üzemelteti az áruházakat.

## A cég története
1945. október 31-én Gertrude Lutz, egy orvoscsalád legfiatalabb lánya, megalapította a Lutz Möbel céget a felső-ausztriai Haag am Hausruckban. Festett fadobozokat és egyedi kézműves bútorokat készítettek saját műhelyükben.
Gertrude Lutz a cég alapkoncepcióját négy pillérre helyezte: elégedett vásárlók, minőségi termékek, jó ár-érték arány, széleskörű szolgáltatások. Ezek az irányelvek hamar meghozták a kívánt sikert, Felső-Ausztria egész területéről érkeztek a vásárlók. A Haag am Hausruck bútorüzlet népszerű célponttá vált mindazok számára, akik kedvező áron minőségi bútort kerestek. 1979-ben az üzletet a cégalapító két kisebb fia vette át.
1980-tól napjainkig a Lutz cégcsoport, mely 2000. óta XXXLutz néven működik, Ausztriában 46 lakberendezési áruházzal az osztrák bútorpiac egyik éllovasa lett. A vállalat növekedésével a négy alapelv - elégedett vásárlók, minőségi termékek, jó ár-érték arány, széleskörű szolgáltatások - mit sem veszített fontosságából.
2003 óta az XXXLutz forgalmát és eladóterületét tekintve Ausztria legnagyobb bútorkereskedője. A GrowthPlus Europe Top 500 a Lutz-csoportot Európa 20 leggyorsabban növekvő vállalata között tartotta számon. Napjainkra számos üzletnyitás, valamint felvásárlások és részesedések révén és saját adataik alapján a világ második legnagyobb bútorkereskedőjévé vált: 5,1 milliárd Euro éves forgalmat bonyolít és 25700 munkavállalót foglalkoztat.
Az XXXL koncepció már 13 európai országban jelen van: Ausztriában, Svájcban, Németországban, Svédországban, Lengyelországban, a Cseh Köztársaságban, Szlovákiában, Magyarországon, Szlovéniában, Horvátországban, Szerbiában, Bulgáriában és Romániában. Ezekben az országokban az XXXLutz cégcsoport több mint 320 bútoráruházat működtet.
Annak érdekében, hogy vásárlói számára kellő mennyiségű áru álljon folyamatosan rendelkezésre, a cégcsoport hatalmas központi raktárakat épített az ausztriai Sattledtben, a szlovákiai Lozornoban és a németországi Uffenheimben. Azért, hogy az online vásárlások kiszállítása gyorsabb legyen, egy 200.000 m2 alapterületű külön e-kereskedelmi logisztikai centrumot épít a cég a türingiai Erfurter Kreuz-nál. A nagyobb volumenű beszerzések a lehető legkedvezőbb árak kialakítását teszik lehetővé. Beszerzési irodákat alapítottak Ausztriában, Németországban, Lengyelországban, Törökországban, Indiában, Bangladesben és Kínában, amely lehetővé teszi a vásárlói igények még szélesebb körű kiszolgálását és a választék folyamatos bővítését.
A "jó ár-érték arányú, minőségi termékeket" irányelvnek megfelelően megalakult a GIGA beszerzési csoport, amely 15 országban koordinálja olyan erős márkák beszerzését, mint az XXXLutz, a mömax, a Möbelix és társai. A bútorok kiszállítását és professzionális összeszerelését saját, országszerte jelenlévő szervizközpontok végzik.
A vásárlás kényelme érdekében az XXXLutz 1996. óta szinte minden áruházában éttermet is üzemeltet, ahol a vásárlók kellemes környezetben pihenhetik ki a vásárlás fáradalmait egy finom étel és frissítő ital társaságában.
Az online vásárlás iránti egyre nagyobb kereslet a bútorpiacra is nagy hatással van. Az XXXLutz 2013. őszén nyitotta meg első online áruházát Németországban és napjainkban már Európa 16 országában üzemeltet webáruházat. Az XXXLutz webshopok jelentősen hozzájárulnak a cégcsoport forgalmának növekedéséhez.

Az XXXLutz jelentős munkáltató a térségben, összesen több mint 25.700 munkavállalót foglalkoztat Európában, ebből csak Ausztriában több mint 9.500, Németországban  kb. 11.000  munkatársat. Az XXXLutz évente több millió eurót fordít munkavállalói oktatására, kitűnő karrierlehetőségeket kínál és nagy hangsúlyt fektet a gyakornokok képzésére. A vállalatcsoportban több mint 3.000 gyakornok képzése folyik 14 különböző szakmában. 2012-ben a cégcsoport kidolgozta az XXXL vállalati és viselkedési irányelveket, melyeket szem előtt tartva végzi munkáját minden munkatárs a vásárlók és alkalmazottak elégedettsége érdekében.
2012-ben megalakult a RED CHAIRity szervezet, amely a vállalat jótékonysági tevékenységét irányítja. Az XXXLutz a RED CHAIRity révén elsősorban Afrikában, Dél-Amerikában és a Távol-Keleten élők számára nyújt támogatást. Számos karitatív projektet indítottak útjára és nagylelkű adományokkal igyekeznek segíteni a rászorulókon.
Az XXXLutz folyamatos növekedésében és céljai megvalósításában továbbra is az ausztriai kisvárosban megalapított cég eredeti irányelvei játsszák a központi szerepet: elégedett vásárlók, minőségi termékek, jó ár-érték arány, széleskörű szolgáltatások, ami a jövőre nézve is irányadó.

## Vállalati struktúra

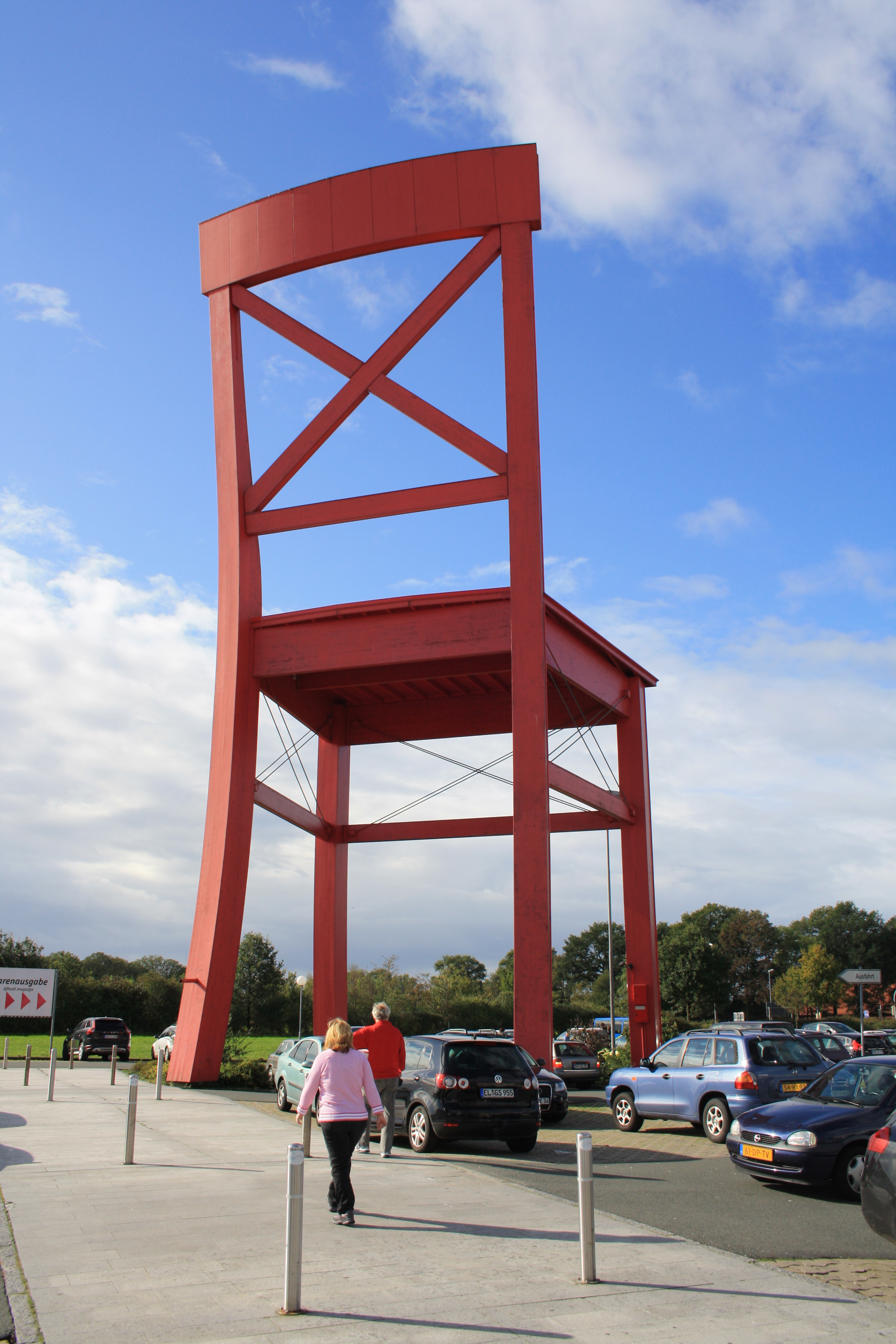
A nevezetes Piros szék

2009 óta a Lutz csoport operatív központja az XXXLutz KG, melynek székhelye az ausztriai Wels-ben található. A központ (az XXXLutz Verwaltungs GmbH kiegészítő cégen keresztül) két magánalapítvány kezében van. A teljes nemzetközi csoport XXXLutz Group vagy XXXL Group nevek alatt jegyzi magát.

### Márkanevek és a vállalatcsoport
A vállalatcsoport Európa 13 országában - Ausztriában, Németországban, Csehországban, Magyarországon, Svédországban, Szlovákiában, Szlovéniában, Horvátországban, Romániában, Bulgáriában, Szerbiában, Lengyelországban és Svájcban - számos márkanévvel üzemeltet bútor- és lakberendezési üzleteket.
A Lutz vállalatcsoporthoz tartoznak többek között a Mann Mobilia bútoráruházak, valamint a Mömax és Möbelix bútordiszkontok. A csoport 2008-ban két Sconto bútordiszkontot vett át Magyarországon. 2008 óta a Poco német bútorlánc fele részben az XXXLutz tulajdonában van, majd 2018 áprilisában felvásárolta a Steinhoff  kereskedelmi csoport 50%-os részesedését.

### Disztribúció
A vállalatcsoport jelenleg összesen több mint 320 lakberendezési áruházat üzemeltet Európában.
| Értékesítési csatorna | Kereskedelem típusa                                  |
| XXXLutz               | lakberendezési áruház (teljes szortiment)            |
| Mömax                 | lakberendezési áruház (kedvezőbb értékesítési vonal) |
| Möbelix               | bútordiszkont                                        |

## Marketing
Az XXXLutz csoport filozófiája: A marketing sikere a hosszú távon fenntartható tervezésen alapul. A koncepciónak nem szabad rövid távú, cselekvés-vezérelt megvalósításokon alapulnia. A kutatás, az elemzés és a stratégiai elvek kidolgozása ezen építőelemek részét képezi. Hasonlóképpen hosszú távon viszonyulnak a beszállítókhoz, illetve a dolgozókkal is hosszú távon terveznek, és mindenben támogatják őket.

### Választék
Az alap szortiment hozzávetőlegesen 45.000 termékből áll. A legkülönbözőbb stílusirányzatú bútorok mellett a cégcsoport lakástextíliákat, függönyöket, lámpákat, szőnyegeket, ajándéktárgyakat, háztartási eszközöket és lakberendezési tárgyakat is értékesít.
A termékeket és akciókat témaspecifikus és szezonális kiadványokban mutatja be a vásárlóknak.
A cégcsoport a különböző értékesítési csatornákon keresztül (XXXLutz, Mömax, Möbelix) célcsoportjainak eltérő választékú és árfekvésű termékeket kínál, törekedve arra, hogy a teljes bútorértékesítési piacot lefedje.
A reklámkoncepció az XXXL márkanevet Ausztria legismertebb bútorkereskedelmi márkájává tette.[forrás?]
2004-ben bevezetésre került a Piros Szék, mint reklámlogó. A világ legnagyobb székeként bekerült a Guinness Rekordok Könyvébe is. [forrás?]